# Алкет II
Вижте пояснителната страница за други личности с името Алкет.
Алкет II (на старогръцки: Ἀλκέτας, Alketas II, † 308 пр.н.е. или 307 пр.н.е.) е цар на молосите и хегемон на епиротите в Античен Епир от династията на Еакидите от 313 до 307 пр.н.е. Той е първи братовчед по майчина линия на Александър Велики и чичо на Пир по бащина линия.
Той е големият син на цар Ариб и на Троас, дъщеря на Неоптолем I. Алкет II е по-голям брат на Еакид. Баща му го лишава от наследството на трона в полза на Еакид и го изгонва от страната.
След смъртта на Еакид през 313 пр.н.е. в битка против Касандър от Македония, Алкет е извикан обратно и става цар в Епир. Касандър продължава войната против Епир, но след това през 312 пр.н.е. се съюзява с Алкет. Епиротите са възмутени от жестокото управление на Алкет II и го убиват през 308 или 307 пр.н.е. заедно с двата му сина. Наследник става Пир, 12-годишният син на Еакид, който спечелва трона с помощта на баща му осиновител Главкия.